# Tobołki (wieś)
Tobołki (biał. Табулкі; ros. Тобулки) – wieś na Białorusi, w obwodzie brzeskim, w rejonie pińskim, w sielsowiecie Porzecze, którego władz jest siedzibą.
W dwudziestoleciu międzywojennym leżały w Polsce, w województwie poleskim, w powiecie pińskim, w gminie Porzecze. Po II wojnie światowej w granicach Związku Sowieckiego. Od 1991 w niepodległej Białorusi.